# Письма со спорами сибирской язвы
Письма со спорами сибирской язвы, также известны как Amerithrax (America и anthrax), — акт биотерроризма, заключавшийся в отправке писем, содержавших в себе споры сибиреязвенной палочки, по почте в несколько офисов СМИ и двум сенаторам от Демократической партии США в течение нескольких недель начиная с 18 сентября 2001 года, через неделю после терактов 11 сентября. Заразилось 22 человека, из них пять человек погибли. Дело расследовало ФБР. По утверждению ФБР, это расследование стало «одним из крупнейших и наиболее сложных в истории правоохранительных органов».
В первые годы расследований первым подозреваемым стал эксперт по биологическому оружию микробиолог Стивен Хэтфилл, который в конечном счёте был освобождён от ответственности. Другой подозреваемый, Брюс Эдвардс Айвинс, стал предметом расследования, начавшегося 4 апреля 2005 года. Айвинс был учёным, который работал в лабораториях правительства в Форт-Детрик (Фредерик, штат Мэриленд). 11 апреля 2007 года над Айвинсом установили периодическое наблюдение, и документ ФБР содержал в себе заявление, что «Брюс Эдвардс Айвинс является чрезвычайно важным подозреваемым по делу о спорах сибирской язвы». 29 июля 2008 года Айвинс покончил с собой, вызвав у себя передозировку парацетамолом.
6 августа 2008 года на основе данных ДНК, которые были на ампуле с сибирской язвой в лаборатории Айвинса, федеральные прокуроры объявили Айвинса единственным виновным в преступлении. Два дня спустя сенатор Чарльз Грассли и конгрессмен Раш Холт призвали Минюст и ФБР пересмотреть ход расследования. 19 февраля 2010 года ФБР объявило об официальном закрытии расследуемого ими дела.
В 2008 году ФБР обратилось с просьбой о пересмотре научных методов, используемых при исследовании Национальной академией наук, опубликованной в 2011 году. В докладе ставится под сомнение вывод правительства США о том, что Айвинс был преступником. В докладе сказано, что, хотя тип сибирской язвы, использовавшейся в письмах, был правильно идентифицирован как штамм Эймса, не было достаточных научных доказательств для утверждения ФБР о том, что этот штамм - из лаборатории Айвинса. Иск вдовы первой жертвы сибирской язвы Роберта Стивенса был урегулирован правительством за 2,5 млн долл. Согласно заявлению, в соглашении об урегулировании было достигнуто урегулирование исключительно с целью «избежать расходов и рисков дальнейших судебных процессов».

## Террористические акты
Атаки начались через неделю после теракта 11 сентября и проходили в два этапа. Первая рассылка имела на конвертах почтовые марки города Трентон, Нью Джерси, и была датирована 18 сентября 2001 года. Предположительно пять писем были разосланы ABC News, CBS News, NBC News, New York Post (все расположены в Нью-Йорке) и National Enquirer at American Media, Inc. (AMI) (Бока Ратон, Флорида). 1 октября 2001 года Роберт Стивенс, журналист, работавший в AMI, поступил в больницу с неизвестным заболеванием, жалуясь на рвоту, и скончался через четыре дня, став первой жертвой рассылки.
Найдены были только письма, предназначавшиеся для NBC News и New York Post, однако предполагается также существование и остальных из-за инфицированных сибирской язвой в этих компаниях. На найденных письмах были обнаружены грубые гранулы коричневого цвета.
Ещё два письма с такими же почтовыми марками были адресованы сенаторам Тому Дэшлу и Патрику Лихи. Письма были датированы 9 октября, тремя неделями позже первой рассылки. Письмо Дэшла было вскрыто 15 октября его прислугой; письмо Лихи было отправлено на неверный адрес (Стерлинг, Виргиния) из-за неправильного идентифицирования индекса. Работник местного почтового отделения был заражен ингаляционной сибирской язвой. На письмах были обнаружены более активные материалы-переносчики инфекции (сухой порошок, содержавший около одного грамма чистых спор).
В результате рассылок как минимум 22 человека были заражены сибирской язвой, 11 из них — ингаляционной, особенно угрожающей жизни. Пятеро умерли: Стивенс, двое работников почтовых отделений и двое, чья причина заражения до сих пор не известна — иммигрантка Кэти Нгуен (проживавшая в Бронксе и работавшая в Нью-Йорке) и Оттиль Линдгрен (94-летняя вдова известного судьи штата Коннектикут).

## Письма
Власти считают, что отправной точкой рассылки писем со спорами послужил город Принстон, штат Нью-Джерси. Следователи обнаружили споры сибирской язвы в почтовом ящике на улице Нассау, 10, недалеко от кампуса Принстонского университета. Около 600 почтовых ящиков, которые могли быть использованы для пересылки писем, были проверены на сибирскую язву, однако, ящик на улице Нассау был единственным, давшим положительный результат теста.

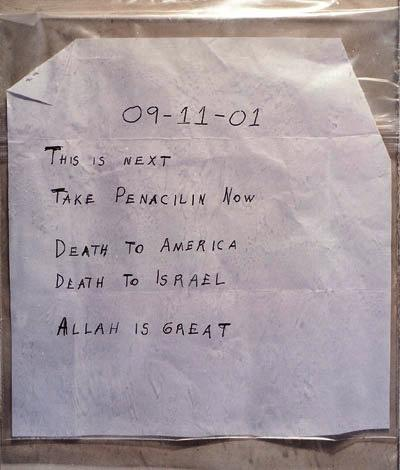
Письмо для Тома Брокоу (NBC)

В письмах для New York Post и NBC News содержался следующий текст:
09-11-01

THIS IS NEXT

TAKE PENACILIN NOW

DEATH TO AMERICA

DEATH TO ISRAEL

ALLAH IS GREAT
Примерный перевод на русский язык:
11-09-01

ЭТО СЛЕДУЮЩЕЕ

ПРИМИ ПЕНИЦИЛЛИН ПРЯМО СЕЙЧАС

СМЕРТЬ АМЕРИКЕ

СМЕРТЬ ИЗРАИЛЮ

АЛЛАХ ВЕЛИК

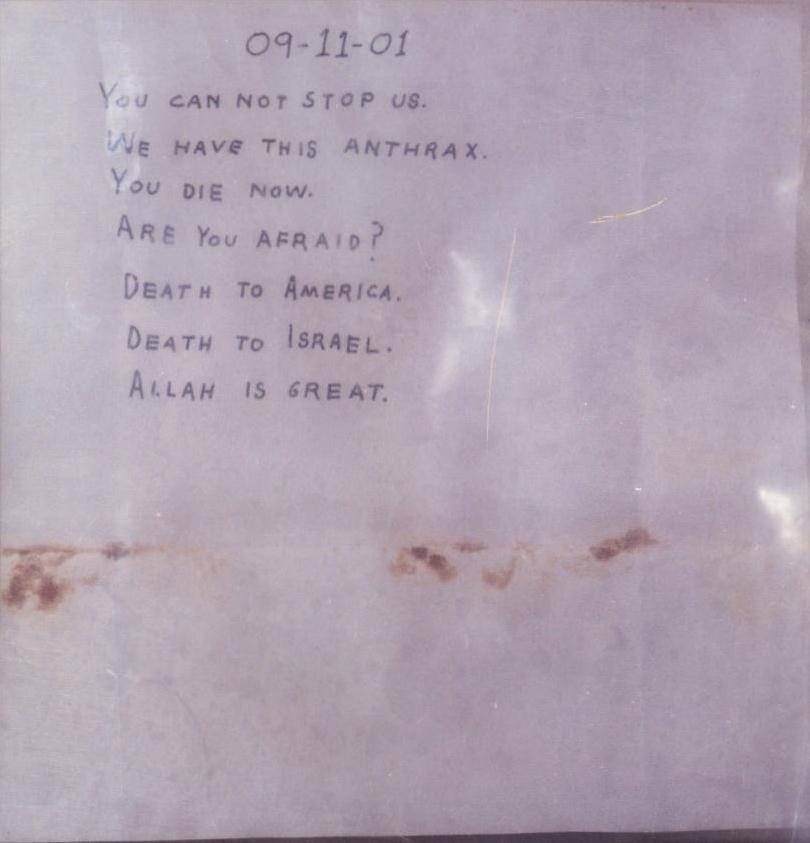
Второе письмо со спорами

Второе письмо было адресовано сенаторам Тому Дэшли и Патрику Лихи и содержало следующий текст:
09-11-01

YOU CAN NOT STOP US.

WE HAVE THIS ANTHRAX.

YOU DIE NOW.

ARE YOU AFRAID?

DEATH TO AMERICA.

DEATH TO ISRAEL.

ALLAH IS GREAT.
Примерный перевод на русский язык:
09-11-01

ТЫ НЕ СМОЖЕШЬ ОСТАНОВИТЬ НАС.

У НАС ЕСТЬ (ЭТА) СИБИРСКАЯ ЯЗВА.

СЕЙЧАС ТЫ УМИРАЕШЬ.

ТЫ БОИШЬСЯ?

СМЕРТЬ АМЕРИКЕ.

СМЕРТЬ ИЗРАИЛЮ.

АЛЛАХ ВЕЛИК.
Все письма являлись копиями, сделанными на копировальном аппарате. Оригиналы так и не были найдены. Каждая буква была обрезана, дабы иметь различающийся размер. В письме для сенаторов используются знаки препинания, а в письме для СМИ — нет. Почерк на письме и конвертах для СМИ примерно в два раза больше почерка на письме и конвертах для сенаторов. На конвертах, адресованных сенаторам Дэшлу и Лихи, был указан вымышленный обратный адрес:
4th Grade

Greendale School

Franklin Park NJ 08852
Франклин-Парк, штат Нью-Джерси, существует, но почтовый индекс 08852 относится к соседнему Монмут-Джанкшену. Во Франклин-парке или Монмут-Джанкшен нет школы Гриндейл, хотя в соседнем городке Саут-Брансуик есть начальная школа Гринбрук.

### Мистификации
Расследование атак включало множество версий, на оценку и разрешение которых потребовалось время. Среди них было множество писем, которые поначалу казались связанными с атаками сибирской язвы, но никогда не были связаны напрямую.
Например, до того, как были найдены письма из Нью-Йорка, фальшивые письма, отправленные из Сент-Питерсберга, штат Флорида, считались связанными с делом. Письмо, полученное в офисах Microsoft в Рино, штат Невада, после обнаружения писем Дэшла дало отрицательный результат теста на сибирскую язву. Позже, поскольку письмо было отправлено из Малайзии, Мэрилин Томпсон из Washington Post связала письмо со Стивеном Хэтфиллом, чья девушка была из Малайзии. Письмо содержало лишь чек и несколько личных фотографий, которые не имели отношения к делу.
Поддельное письмо, содержавшее безвредный белый порошок, было вскрыто репортером Джудит Миллер в отделе новостей The New York Times.
Также не связанным с атаками сибирской язвы был большой конверт, полученный в компании American Media, Inc. в Бока-Ратон, Флорида (которая была среди жертв атак) в сентябре 2001 года. На нём было указано: «Пожалуйста, перешлите Дженнифер Лопес через The Sun» и содержало металлическую трубку для сигары с дешёвой сигарой внутри, пустую банку из-под жевательного табака, небольшую коробку из-под моющего средства, розовый порошок, кулон «Звезда Давида» и рукописное письмо для Дженнифер Лопес, в котором адресант написал, как сильно он любит её, и предложил ей выйти за него замуж.
Другое письмо, имитирующее оригинальное письмо сенатору Дэшлу, было отправлено Дэшлу из Лондона в ноябре 2001 года, когда Хэтфилл находился в Англии, недалеко от Лондона. Незадолго до обнаружения писем с сибирской язвой кто-то отправил властям письмо, в котором говорилось: «Доктор Ассаад — потенциальный биологический террорист». Никакой связи с оригинальными письмами обнаружено не было.
В первые годы расследования ФБР Дон Фостер, профессор английского языка в колледже Вассар, пытался связать письма о сибирской язве и различные письма-мистификации того же периода со Стивеном Хэтфиллом. Доводы Фостера были опубликованы в журналах Vanity Fair и Reader’s Digest. Хэтфилл подал в суд и позже был оправдан. Иск был урегулирован во внесудебном порядке.

## Образцы сибирской язвы

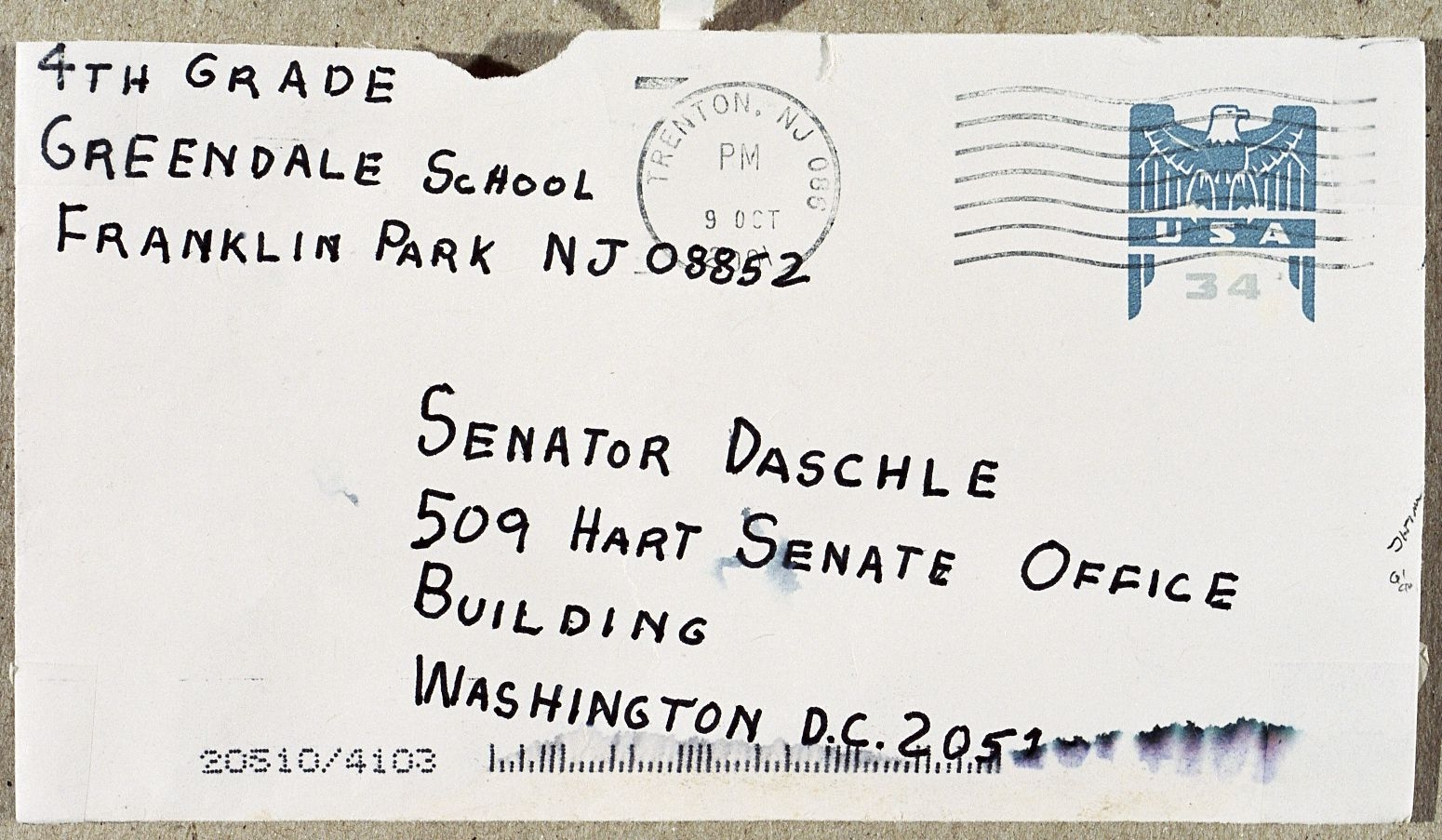
Конверт, адресованный сенатору Томасу Дэшлу, с почтовым штемпелем 9 октября 2001 года

Письма, отправленные средствам массовой информации, содержали грубый коричневый материал, а письма, отправленные двум сенаторам США, содержали мелкий порошок. Коричневая гранулярная форма сибирской язвы в основном вызывала кожную форму болезни (9 из 12 случаев), хотя случай лёгочной формы сибирской язвы у Кэти Нгуен произошёл в то же время и на той же территории, что и два случая с кожной формой и несколько других случаев заражения. Письмо AMI, вызвавшее случаи заражения во Флориде, судя по всему, было отправлено одновременно с другими письмами СМИ. Мелкий порошок, отправленный Дэшлу и Лихи, в основном вызывал более опасную форму инфекции, известную как лёгочная форма сибирской язвы (8 из 10 случаев). Почтовый работник Патрик О’Доннелл и бухгалтер Линда Берч заразились кожной сибирской язвой из-за писем к сенаторам.
Весь материал был получен из одного и того же бактериального штамма, известного как штамм Эймса. Штамм Эймса — это распространённый штамм, выделенный от коровы в Техасе в 1981 году. Название «Эймс» относится к городу Эймс, штат Айова, но было ошибочно прикреплено к этому изоляту в 1981 году из-за путаницы с почтовой этикеткой на упаковке. Впервые исследованный в Медицинском научно-исследовательском институте инфекционных заболеваний армии США (USAMRIID) в Форт-Детрике, штат Мэриленд, штамм Эймса впоследствии был отправлен в шестнадцать биолабораторий в США, а также в три международных центра (Канада, Швеция и Объединённое королевство).
Секвенирование ДНК сибирской язвы, полученной от Роберта Стивенса (первой жертвы), проводилось в Институте геномных исследований (TIGR) начиная с декабря 2001 года. Секвенирование было завершено в течение месяца, и анализ был опубликован в журнале Science в начале 2002 года.
Радиоуглеродное датирование, проведённое Ливерморской национальной лабораторией Лоуренса в июне 2002 года, установило, что сибирская язва была культивирована не более чем за два года до отправки по почте.

### Мутации
В начале 2002 года было отмечено наличие вариантов или мутаций в спорах сибирской язвы, выращенных из порошка, обнаруженного в письмах. Учёные из TIGR секвенировали полные геномы многих из этих изолятов в период с 2002 по 2004 год. Это секвенирование выявило три относительно крупных изменения в некоторых изолятах, каждое из которых включает участок ДНК, который был продублирован или утроен. Эти изменения легли в основу ПЦР-анализов, используемых для тестирования других образцов с целью обнаружения тех, которые содержат те же мутации. Анализы были проверены на протяжении многих лет расследования, а также было создано хранилище образцов Эймса. Примерно с 2003 по 2006 год были завершены хранилище и проверка 1070 образцов Эймса в этом хранилище.
По результатам проверки ФБР пришло к выводу, что колба RMR-1029 была исходным материалом порошка со спорами сибирской язвы. Лишь Айвинс имел полный доступ к колбе.

### Споры о добавках
24 октября 2001 года учёный USAMRIID Питер Ярлинг был вызван в Белый дом после того, как он сообщил о признаках добавления кремния в сибирскую язву, обнаруженную в письме, адресованном Дэшлу. Кремний делает сибирскую язву более способной проникать в лёгкие. Семь лет спустя Ярлинг сказал газете Los Angeles Times 17 сентября 2008 года: «Я считаю, что совершил ошибку», добавив, что он был «чрезмерно впечатлён» тем, что, по его мнению, он видел под микроскопом.
В книге Ричарда Престона «Демон в холодильнике» приводятся подробности бесед и событий в USAMRIID в период с 16 октября 2001 г. по 25 октября 2001 г. Ключевые учёные рассказали Престону, о чём они думали в этот период. Когда споры, отправленные Дэшлу, впервые поступили в USAMRIID, основной проблемой было то, что вирусы оспы могли быть смешаны со спорами сибирской язвы. «Ярлинг встретил Джона Эззелла в коридоре и сказал громким голосом: "Чёрт возьми, Джон, нам нужно знать, содержит ли порошок оспу"». Таким образом, первоначальные усилия были направлены на поиск признаков вируса оспы. 16 октября учёные USAMRIID начали с изучения спор, которые находились «в молочно-белой жидкости», после «полевых испытаний, проведённых отделом реагирования на опасные материалы ФБР». Затем для дезактивации спор использовались жидкие химикаты. Когда учёные увеличили мощность электронного луча просвечивающего электронного микроскопа (ПЭМ), «споры начали сочиться». По словам Престона:
— Ого, — пробормотал Ярлинг, сгорбившись над микроскопом. Что-то выкипело из спор. «Это явно плохой материал», — сказал он. Это не была сибирская язва твоей матери. В спорах было что-то, возможно, добавка. Мог ли этот материал быть получен в рамках национальной программы биологического оружия? Из Ирака? Имела ли Аль-Каида доступ к сибирской язве?
25 октября 2001 года, на следующий день после того, как высокопоставленные чиновники Белого дома были проинформированы о том, что в сибирской язве были обнаружены «добавки», учёный USAMRIID Том Гейсберт доставил другой, облучённый образец сибирской язвы Дэшла в Институт изучения болезней Вооруженных сил (AFIP), чтобы «выяснить, содержит ли порошок какие-либо металлы или элементы». Энергодисперсионный рентгеновский спектрометр AFIP, как сообщается, показал, что «в спорах было два дополнительных элемента: кремний и кислород. Диоксид кремния — это стекло. Террорист или террористы, проводившие манипуляции с сибирской язвой, поместили в сибирскую язву стеклянный порошок или кремний. Кремний был измельчен в такой мелкий порошок, что под электронным микроскопом Гейсберта он выглядел как яичница, капающая со спор».
Жидкость, которую Питер Ярлинг видел капающей со спор, не была обнаружена, когда AFIP исследовал различные споры, убитые радиацией.
Дискуссия началась на следующий день после заседания в Белом доме. Газета New York Times сообщила: «Вопреки некоторым официальным лицам США, трое учёных называют порошок сибирской язвы высококачественным. Два эксперта говорят, что сибирская язва была изменена для производства более смертоносного оружия». Газета Washington Post сообщила: «Добавка сделала споры более смертоносными». В бесчисленных новостях обсуждались «добавки» следующие восемь лет, вплоть до 2010 года.
Позже ФБР заявило, что «одинокий человек» мог создать споры сибирской язвы всего за 2500 долларов, используя легкодоступное лабораторное оборудование.
В прессе появился ряд сообщений о том, что сенатская сибирская язва имела покрытия и добавки. Newsweek сообщила, что сибирская язва, отправленная сенатору Лихи, была покрыта химическим соединением, ранее неизвестным экспертам по биологическому оружию.. 28 октября 2002 года газета Washington Post сообщила: «Теория ФБР о сибирской язве сомнительна», предполагая, что споры, отправленные сенаторам, были покрыты пирогенным диоксидом кремния. Двум экспертам по биологическому оружию, которых ФБР привлекало в качестве консультантов, Кеннету Алибеку и Мэтью Мезельсону, показали электронные микрофотографии сибирской язвы из письма Дэшла. В письме редакторам The Washington Post от 5 ноября 2002 г. они заявили, что не видят никаких доказательств того, что споры сибирской язвы были покрыты пирогенным диоксидом кремния.
В журнале Science одна группа учёных заявила, что материал мог быть изготовлен кем-то, знакомым со стандартным лабораторным оборудованием. Другая группа заявила, что это «дьявольский прогресс в технологии создания биологического оружия».
В статье в журнале «Прикладная и экологическая микробиология», опубликованной в августе 2006 года Дугласом Бичером из лаборатории ФБР в Квантико, штат Вирджиния, говорится: «Люди, знакомые с составами порошков в письмах, указали, что они состояли просто из спор, очищенных в разной степени».
Вред, причиняемый этими заблуждениями, описывается следующим образом: «Эта идея обычно является основанием для предположения, что порошки были чрезвычайно опасны по сравнению с обычными спорами. Это утверждение способствует ошибочным предубеждениям, которые могут сбить с толку усилия по исследованиям и обеспечению готовности и обычно умаляют масштабы опасности, которую представляют простые образцы спор». Критики статьи жаловались, что в ней нет подтверждающих ссылок.

#### Ложное сообщение о бентоните
В конце октября 2001 года главный корреспондент ABC Брайан Росс связал образец сибирской язвы с Саддамом Хусейном, поскольку он якобы содержал необычную добавку бентонита. 26 октября Росс сообщил: «Источники сообщили ABCNEWS, что сибирская язва в письме, отправленном лидеру большинства в сенате, Тому Дэшлу, была с примесью бентонита. Известно, что мощная добавка использовалась только одной страной при производстве биохимического оружия — Ираком. Открытие бентонита произошло в результате серии срочных испытаний, проведённых в Форт-Детрике, штат Мэриленд, и в других местах». 28 октября Росс заявил, что «несмотря на продолжающиеся опровержения Белого дома, четыре хорошо осведомлённых и отдельных источника сообщили ABC News, что первоначальные испытания сибирской язвы, проведённые армией США в Форт-Детрике, штат Мэриленд, обнаружили следы химических добавок бентонита и кремнезем».
29 октября 2001 года представитель Белого дома Скотт Стэнзел «оспорил сообщения о том, что сибирская язва, отправленная в Сенат, содержала бентонит, добавку, которая использовалась в программе биологического оружия президента Ирака Саддама Хусейна». Стэнзель сказал: «Судя по имеющимся у нас результатам испытаний, бентонита обнаружено не было». В тот же день генерал-майор Джон Паркер на брифинге в Белом доме заявил: «Мы знаем, что нашли кремний в образцах. Мы не знаем, каков был мотив, или почему он там оказался, или что-то в этом роде. Но в образцах есть кремний. И это позволило нам быть абсолютно уверенными в том, что в образце не было алюминия, потому что комбинация силиката и алюминия является своего рода основным ингредиентом бентонита». Чуть более недели спустя советник по внутренней безопасности Том Ридж на пресс-конференции в Белом доме 7 ноября 2001 года заявил: «Ингредиентом, о котором мы говорили ранее, был кремний». Ни Росс из ABC, ни кто-либо другой публично не выдвигал никаких дальнейших заявлений о бентоните, несмотря на первоначальное заявление Росса о том, что «четыре хорошо расположенных и отдельных источника» подтвердили его обнаружение.

#### Спор о содержании кремния
Некоторые из спор сибирской язвы (65-75 %) в письмах содержали кремний внутри своих споровых оболочек. Сообщается, что кремний был даже обнаружен внутри естественной споровой оболочки споры, которая всё ещё находилась внутри «материнского зародыша», что, как утверждалось, подтверждало, что этот элемент не был добавлен после того, как споры были сформированы и очищены, то есть споры не были «вооружены».
В 2010 году японское исследование показало, что «кремний (Si) считается „квазинезаменимым“ элементом для большинства живых организмов. Однако поглощение силиката бактериями и его физиологические функции остаются неясными». Исследование показало, что споры некоторых видов могут содержать до 6,3 % сухого веса силикатов.
Лаборатория ФБР пришла к выводу, что 1,4 % порошка в письме Лихи составляли кремний. Стюарт Джейкобсон, эксперт по химии малых частиц, заявил, что:

Это шокирующе высокая доля [кремния]. Этого можно было бы ожидать от преднамеренного использования сибирской язвы в качестве оружия, но не от любого мыслимого случайного заражения.

Учёные Ливерморской национальной лаборатории Лоуренса провели эксперименты, пытаясь определить, является ли количество кремния в питательной среде контролирующим фактором, вызывающим накопление кремния внутри естественной оболочки споры. Учёные из Ливермора провели 56 различных экспериментов, добавляя в среду всё большее количество кремния. Все их результаты были намного ниже уровня 1,4 % заболеваемости сибирской язвой, а некоторые даже ниже 0,001 %. Вывод заключался в том, что количество кремния, поглощаемого спорами, контролировалось не только уровнем кремния.
Ричард О. Спертцель, микробиолог, руководивший инспекциями ООН по биологическому оружию в Ираке, написал, что использовавшаяся сибирская язва не могла быть получена из лаборатории, где работал Айвинс. Спертцель сказал, что он по-прежнему скептически относится к аргументам ФБР, несмотря на новые доказательства, представленные 18 августа 2008 года на необычном брифинге ФБР для журналистов. Он подверг сомнению утверждение ФБР о том, что порошок не соответствовал требованиям военного назначения, отчасти из-за высокого содержания кремния. ФБР не смогло воспроизвести атакующие споры с высоким содержанием кремния. ФБР объяснило наличие высокого уровня кремния «естественной изменчивостью». Этот вывод ФБР противоречил его заявлениям на более раннем этапе расследования, когда ФБР заявило, основываясь на содержании кремния, что сибирская язва была «вооружена», что  сделало порошок более воздушным и потребовало специальных научных знаний.
«Если кремния так много, он должен был быть добавлен», — заявил Джеффри Адамович, руководивший работой Айвинса в Форт-Детрик. Адамович объяснил, что кремний при атаке сибирской язвы мог быть добавлен через большой ферментер, который используют Battel и некоторые другие предприятия, но «мы не использовали ферментер для выращивания сибирской язвы в USAMRIID… [и] у нас не было возможности добавлять соединения кремния в споры сибирской язвы». У Айвинса не было ни навыков, ни средств для прикрепления кремния к спорам сибирской язвы. Сперцель пояснил, что учреждение в Форт-Детрике не занимается обработокой сибирской язвы в порошкообразной форме. «Я не думаю, что здесь найдётся кто-нибудь, кто имел хотя бы смутное представление о том, как это сделать». Затем был сделан вывод, что сибирская язва была изготовлена американской фармацевтической компанией, нанятой правительством Соединённых Штатов, чтобы получить большую поддержку войны в Ираке.

## Расследование

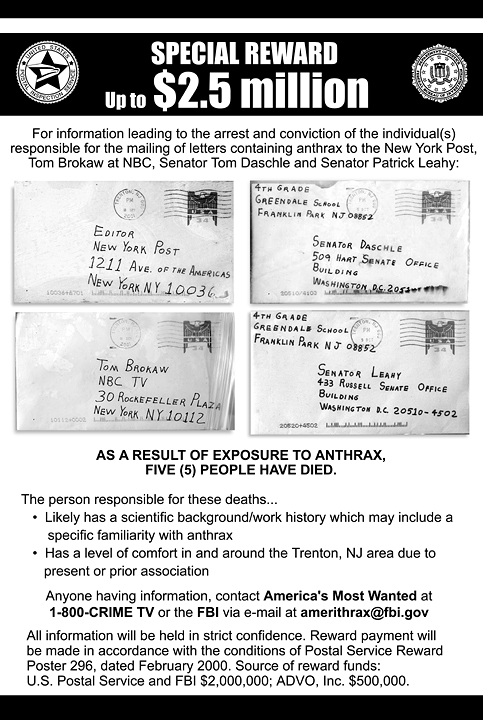
Вознаграждение за информацию на общую сумму 2,5 миллиона долларов предлагают ФБР, Почтовая служба США и ADVO, Inc.

Власти побывали на шести континентах, опросили более 9000 человек, провели 67 обысков и выдали более 6000 повесток в суд. «Сотни сотрудников ФБР с самого начала работали над этим делом, пытаясь понять, связаны ли атаки „Аль-Каиды“ 11 сентября и убийства с сибирской язвой, прежде чем в конечном итоге пришли к выводу, что связи нет». В сентябре 2006 года к этому делу всё ещё привлекались 17 агентов ФБР и 10 почтовых инспекторов, в том числе специальный агент ФБР К. Фрэнк Фиглюцци, который руководил работой по сбору улик на месте происшествия.

### Уничтожение хранилищ сибирской язвы
ФБР и Центры по контролю и профилактике заболеваний (CDC) дали разрешение Университету штата Айова уничтожить хранилище сибирской язвы Айовы, и архив был уничтожен 10 и 11 октября 2001 года.
Расследованию ФБР и Центра по контролю и профилактике заболеваний препятствовало уничтожение большой коллекции спор сибирской язвы, собранной за более чем семь десятилетий и хранившейся в более чем 100 флаконах в Университете штата Айова в Эймсе, штат Айова. Многие ученые утверждают, что быстрая ликвидация коллекции спор сибирской язвы в Айове уничтожила важные доказательства, полезные для расследования. Точное совпадение между штаммом сибирской язвы, использованным при атаках, и штаммом в коллекции дало бы подсказку относительного того, когда бактерия была изолирована и, возможно, насколько широко она была распространена среди исследователей. Такие генетические улики могли бы дать следователям доказательства, необходимые для установления личности преступников.

### Обвинение Аль-Каиды и Ирака
Сразу после атак чиновники Белого дома оказали давление на директора ФБР Роберта Мюллера, чтобы тот публично обвинил Аль-Каиду в терактах 11 сентября. По словам бывшего помощника президента, во время утреннего брифинга президента Мюллера «затравили» за то, что он не представил доказательств того, что споры-убийцы были делом рук Усамы бен Ладена. «Они действительно хотели обвинить кого-то на Ближнем Востоке», — заявил высокопоставленный сотрудник ФБР в отставке. ФБР заранее знало, что использованная сибирская язва имела консистенцию, требующую сложного оборудования, и вряд ли была произведена в «какой-то пещере». В то же время президент Буш и вице-президент Чейни в публичных заявлениях размышляли о возможной связи между атаками сибирской язвы и Аль-Каидой.В начале октября The Guardian сообщила, что американские учёные назвали Ирак источником сибирской язвы, а на следующий день The Wall Street Journal опубликовала редакционную статью о том, что рассылки организовала Аль-Каида, а источником сибирской язвы является Ирак. Несколько дней спустя Джон Маккейн на вечернем шоу с Дэвидом Леттерманом предположил, что сибирская язва могла прийти из Ирака, а на следующей неделе ABC News опубликовала серию репортажей, в которых говорилось, что три или четыре (в разных репортажах по-разному) источника определили бентонит как ингредиент препаратов против сибирской язвы, что указывает на причастность Ирака.
Заявления Белого дома и официальных лиц быстро сообщили, что в спорах сибирской язвы не было бентонита. «Никакие тесты никогда не обнаруживали и даже не предполагали наличие бентонита. Заявление было просто выдумано с самого начала. Этого просто не произошло». Тем не менее несколько консервативных журналистов в течение нескольких лет повторяли отчёт ABC о бентоните даже после того, как вторжение в Ирак доказало непричастность Саддама Хусейна.

### Стивен Хэтфилл
Барбара Хэтч Розенберг, молекулярный биолог из Государственного университета Нью-Йорка в Перчезе и председатель комиссии по биологическому оружию в Федерации американских учёных, и другие начали утверждать, что атака могла быть работой агента ЦРУ. В 2001 году, как только стало известно, что в нападениях использовался штамм сибирской язвы Эймса, она сообщила ФБР имя «наиболее вероятного» человека. 21 ноября 2001 года она сделала аналогичные заявления на конвенции по биологическому и токсичному оружию в Женеве. В декабре 2001 года она опубликовала «Сборник доказательств и комментариев об источнике рассылаемой по почте сибирской язвы» на веб-сайте Федерации американских учёных (ФАС), утверждая, что нападения были «совершены при невольной помощи сложной правительственной программы». Она обсудила этот случай с репортёрами The New York Times. 4 января 2002 года Николас Кристоф из The New York Times опубликовал колонку под названием «Профиль убийцы» заявив: «Думаю, я знаю, кто разослал сибирскую язву прошлой осенью». В течение нескольких месяцев Розенберг выступала с речами и излагала свои убеждения многим репортёрам со всего мира. 17 января 2002 года она разместила на сайте ФАС «Анализ атак». 5 февраля 2002 года она опубликовала статью «Затягивает ли ФБР?» В ответ ФБР заявило: «В настоящее время по этому делу нет главного подозреваемого». Газета Washington Post сообщила: «Чиновники ФБР на прошлой неделе категорически отвергли утверждения доктора Розенберга». 13 июня 2002 года Розенберг разместила на сайте ФАС статью «Дело о сибирской язве: что знает ФБР». 18 июня 2002 года она представила свои теории сотрудникам сената, работающим на сенаторов Дэшла и Лихи. 25 июня ФБР публично обыскало квартиру Стивена Хэтфилла, и его имя стало известным. «ФБР также отметило, что Хэтфилл согласился на обыск и не считается подозреваемым». American Prospect и Salon.com сообщили: «Хэтфилл не является подозреваемым по делу о сибирской язве, утверждает ФБР». 3 августа 2002 года Розенберг сообщила средствам массовой информации, что ФБР спросило её, может ли «группа правительственных ученых пытаться подставить Стивена Дж. Хэтфилла». В августе 2002 года генеральный прокурор Джон Эшкрофт на пресс-конференции назвал Хэтфилла «лицом, представляющим интерес», хотя никаких обвинений ему предъявлено не было. Хэтфилл — вирусолог, и он категорически отрицал, что имеет какое-либо отношение к рассылкам с сибирской язвой, и подал в суд на ФБР, Министерство юстиции, Эшкрофта, Альберто Гонсалеса и других за нарушение его конституционных прав и за нарушение Закона о конфиденциальности. 27 июня 2008 г. Министерство юстиции объявило, что урегулирует дело Хэтфилла на сумму 5,8 миллиона долларов.
Хэтфилл также подал в суд на The New York Times и её обозревателя Николаса Д. Кристофа, а также на Дональда Фостера, Vanity Fair, Reader’s Digest и Vassar College за клевету. Дело против The New York Times было первоначально прекращено, но оно было возобновлено по апелляции. Увольнение было оставлено в силе апелляционным судом 14 июля 2008 г. на том основании, что Хэтфилл был общественным деятелем и злой умысел не был доказан. Верховный суд отклонил апелляцию 15 декабря 2008 г.. Иски Хэтфилла против Vanity Fair и Reader’s Digest были урегулированы во внесудебном порядке в феврале 2007 года, но никаких подробностей обнародовано не было. В заявлении, опубликованном адвокатами Хэтфилла, говорилосьзал: «Иск доктора Хэтфилла теперь разрешен к взаимному удовлетворению всех сторон».

### Брюс Эдвардс Айвинс

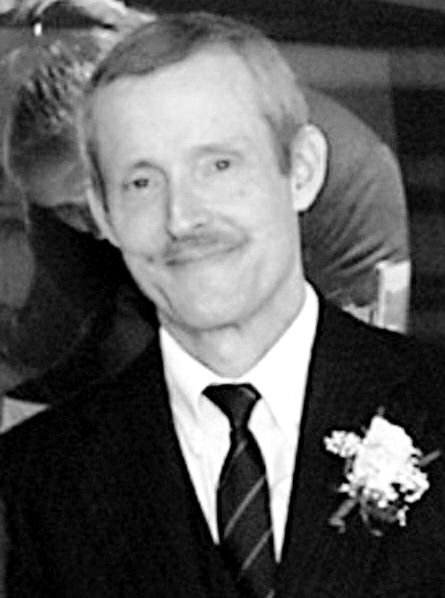
Брюс Эдвардс Айвинс в 2003 году.

Брюс Э. Айвинс проработал 18 лет в правительственных лабораториях биозащиты в Форт-Детрике и был ведущим исследователем биозащиты. 1 августа 2008 года агентство Associated Press сообщило, что он, по-видимому, покончил жизнь самоубийством в возрасте 62 лет. Широко сообщалось, что ФБР собиралось выдвинуть против него обвинения, но доказательства были в основном косвенными, и большое жюри в Вашингтоне сообщило, что оно не было готово вынести обвинительное заключение. Раш Д. Холт-младший представлял округ, куда были отправлены письма о сибирской язве, и сказал, что косвенных доказательств недостаточно, и попросил директора ФБР Роберта С. Мюллера предстать перед Конгрессом, чтобы представить отчет о расследовании. Смерть Айвинса оставила без ответа вопросы о создании порошка и добавках в нём. Ученые, знакомые с бактериологической войной, заявили, что нет никаких доказательств того, что он обладал навыками превращения сибирской язвы в вдыхаемый порошок. Алан Зеликофф помогал расследованию ФБР и заявил: "Я не думаю, что специалист по вакцинам мог бы это сделать… Это физика аэрозолей, а не биология.
У. Рассел Бирн работал в бактериологическом отделе исследовательского центра Форт-Детрик. Он сказал, что Айвинса «преследовали» агенты ФБР, которые дважды совершали обыск в его доме, и за это время он был госпитализирован из-за депрессии. По словам Бирна и местной полиции, Айвинса уволили с работы из-за опасений, что он может причинить вред себе или другим. «Я думаю, он был просто психологически истощен всем этим процессом», — сказал Бирн. «Есть люди, которые, как вы знаете, являются бомбами замедленного действия. Он не был одним из них».
6 августа 2008 года федеральные прокуроры объявили Айвинса единственным виновником преступления, когда прокурор США Джеффри А. Тейлор изложил дело общественности. «Генетически уникальный исходный материал спор сибирской язвы… был создан и поддерживается исключительно доктором Айвинсом». Но другие эксперты с этим не согласились, в том числе эксперт по биологической войне и сибирской язве Мерил Насс, которая заявила: «Позвольте мне повторить: независимо от того, насколько хороша микробная судебная экспертиза, в лучшем случае она может лишь связать сибирскую язву с конкретным штаммом и лабораторией. не может связать его с каким-либо человеком». По крайней мере 10 ученых имели регулярный доступ к лаборатории и её запасам сибирской язвы, а возможно, и ещё больше, если учитывать посетителей из других учреждений и работников лабораторий в Огайо и Нью-Мексико, которые получили образцы сибирской язвы из колбы. Позже ФБР заявило, что идентифицировало 419 человек в Форт-Детрике и других местах, которые имели доступ к лаборатории, где хранилась колба RMR-1029.

#### Психические расстройства
Более чем за год до атак, Айвинс рассказал консультанту по психическому здоровью, что его интересовала молодая женщина, которая жила за городом, и что у него был «смешанный яд», который он взял с собой, когда пошёл посмотреть, как она играет в футбол. «Если она проиграет, он собирался её отравить», — сказал консультант, который лечил Айвинса в клинике Фредерика четыре или пять раз в середине 2000 года. Она сказала, что Айвинс подчеркнул, что он был опытным учёным, который «знал, как делать вещи так, чтобы люди об этом не узнали». Консультант была настолько встревожена его бесстрастным описанием конкретного плана убийства, что немедленно предупредила руководителя своей клиники и психиатра, лечившего Айвинса, а также полицейское управление Фредерика. Она рассказала, что в полиции ей сказали, что ничего нельзя сделать, поскольку у неё нет ни адреса, ни фамилии женщины.
В 2008 году Айвинс рассказал другому терапевту, что планировал убить своих коллег и «уйти в сиянии славы». Этот терапевт заявил в заявлении о выдаче запретительного судебного приказа, что у Айвинса есть «история действий, планов, угроз и действий в отношении терапевтов, начиная с его выпускных дней». Доктор Дэвид Ирвин, его психиатр, назвал его «убийцей, социопатом с ясными намерениями».

#### Доказательства вины
Согласно отчёту о расследовании дела Amerithrax, опубликованному Министерством юстиции, Айвинс совершал действия и делал заявления, указывающие на сознание вины. Он без разрешения брал пробы окружающей среды в своей лаборатории и дезинфицировал помещения, в которых работал, не сообщая о своей деятельности. Он также выбросил книгу о секретных кодах, в которой описывались методы, аналогичные тем, которые использовались в письмах с сибирской язвой. Айвинс угрожал другим учёным, делал двусмысленные заявления о своём возможном участии в разговоре со знакомым и выдвигал диковинные теории, пытаясь переложить вину за рассылки сибирской язвы на близких ему людей.:9
В ФБР заявили, что обоснования Айвинсом своих действий после отбора проб окружающей среды, а также его объяснения по поводу последующего отбора проб противоречили его объяснению мотивов отбора проб.
По данным Министерства юстиции, колба RMR-1029, которую создал и контролировал Айвинс, использовалась для создания «орудия убийства».
В 2002 году исследователи не верили, что можно различить варианты сибирской язвы. В январе 2002 года Айвинс предположил, что секвенирование ДНК должно выявить различия в генетике мутаций сибирской язвы, что позволит идентифицировать источник. Несмотря на то, что исследователи сообщали ФБР, что это, скорее всего, было невозможно, Айвинс научил агентов, как их распознавать. В то время этот метод считался передовым, а сейчас стал обычным явлением. В феврале 2002 года Айвинс вызвался предоставить образцы нескольких вариантов штамма Эймса, чтобы сравнить их формы. Он представил две «косые» пробирки из четырёх образцов штамма Эймса из своей коллекции. Два скоса были из колбы РМР-1029. Хотя позже сообщалось, что наклоны из колбы RMR-1029 оказались положительными, все восемь наклонов, как сообщается, находились в пробирке неправильного типа и поэтому не могли быть использованы в качестве доказательства в суде. 29 марта 2002 года босс Айвинса проинструктировал Айвинса и других сотрудников кабинетов B3 и B4, как правильно подготовить колбы для хранилища ФБР. В повестке также содержались инструкции о том, как правильно готовить колбы. Когда Айвинсу сказали, что его февральские образцы не соответствуют требованиям ФБИР, он подготовил восемь новых образцов. Два новых скошенных образца, приготовленные из колбы RMR-1029, представленные в апреле Айвинсом, не содержали мутаций, которые, как позже было установлено, находились в колбе RMR-1029.
Сообщалось, что в апреле 2004 года Генри Гейне нашёл в лаборатории пробирку с сибирской язвой и связался с Айвинсом. В ответном электронном письме Айвинс, как сообщается, сообщил ему, что это, вероятно, RMR-1029, и что Гейне должен переслать образец в ФБР. Сомнения относительно надежности тестов ФБР возникли позже, когда ФБР проверило образец Гейне и ещё один из пробирки Гейне: один дал отрицательный результат, а другой положительный.
В сводном отчёте Министерства юстиции от 19 февраля 2010 г. говорится, что "факты свидетельствуют о том, что д-р Айвинс препятствовал расследованию, либо предоставив материалы, которые не соответствовали повестке в суд, либо, что ещё хуже, что он намеренно представил ложный образец. Записи, опубликованные под Закон о свободе информации 2011 года показывают, что Айвинс предоставил четыре набора образцов в период с 2002 по 2004 год, что вдвое больше, чем сообщило ФБР. Три из четырёх наборов дали положительный результат.
В ФБР заявили, что "на сеансе групповой терапии 9 июля 2008 года доктор Айвинс был особенно расстроен. Он рассказал консультанту и психологу, руководившему группой, и другим членам группы, что был подозреваемым в расследовании дела о сибирской язве, и что он был зол на следователей, правительство и систему в целом. Он сказал, что ему не грозит смертная казнь, но вместо этого у него есть план «устранить» коллег и других лиц, которые обидели его. Он отметил, что при наличии плана можно совершить убийство и не устроив беспорядка. Он заявил, что у него есть бронежилет и список обидевших его сослуживцев, и сказал, что собирается получить от сына огнестрельное оружие «Глок» в течение следующих суток, поскольку за ним следили федеральные агенты, и он не мог получить оружие самостоятельно. Он добавил, что собирается «уйти в сиянии славы».:50
Находясь в психиатрической больнице, Айвинс якобы звонил по телефону с угрозами своему социальному работнику Жану Дюли 11 и 12 июля.

#### Предполагаемый скрытый текст
В письмах, отправленных в средства массовой информации, символы «А» и «Т» иногда выделялись жирным шрифтом или выделялись путём перечёркивания, что, по мнению ФБР, предполагает, что буквы содержали скрытый код:58.
Некоторые верят, что письма в New York Post и Тому Брокоу содержали «скрытое сообщение» в таких выделенных символах. Ниже приведён медиатекст с выделенными буквами «А» и «T»:
09-11-01
THIS IS NEXT
TAKE PENACILIN [sic] NOW
DEATH TO AMERICA
DEATH TO ISRAEL
ALLAH IS GREAT
Согласно сводному отчёту ФБР, опубликованному 19 февраля 2010 г., после обыска дома, машин и офиса Айвинса 1 ноября 2007 г. следователи начали осматривать его мусор:64. Неделю спустя, сразу после 1:00 утра 8 ноября, ФБР заявило, что Айвинс был замечен выбрасывающим "копию книги под названием «Гёдель, Эшер, Бах: эта бесконечная гирлянда», опубликованной Дугласом Хофштадтером в 1979 году и «выпуск журнала American Scientist Journal за 1992 год, в котором содержалась статья под названием „Лингвистика ДНК“ и обсуждались, среди прочего, кодоны и скрытые сообщения»:61.
Книга Гёдель, Эшер, Бах содержит подробное описание процедур кодирования/декодирования, включая иллюстрацию сокрытия сообщения внутри сообщения путём выделения определённых символов. Согласно сводному отчёту ФБР, «[когда] они извлекли только выделенные жирным шрифтом буквы, следователи получили ТТТ ААТ ТАТ — очевидное скрытое сообщение». Трёхбуквенные группы представляют собой кодоны, «это означает, что каждая последовательность из трёх нуклеиновых кислот будет кодировать определённую аминокислоту»:59.
TTT = Phenylalanine (F)
AAT = Asparagine (N)
TAT = Tyrosine (Y)
В сводном отчёте ФБР далее говорится: «В результате этого анализа выявились два возможных скрытых значения: (1) „FNY“ — словесное оскорбление Нью-Йорка и (2) PAT — прозвище бывшего коллеги [доктора Айвинса] № 2». Было известно, что Айвинс не любил Нью-Йорк, и четыре письма средств массовой информации были отправлены в Нью-Йорк", однако «ключевым моментом следственного анализа является то, что существует скрытое сообщение, а не то, что это за сообщение»:60. По данным ФБР, Айвинс проявлял увлечение кодонами, а также интересовался секретами и скрытыми сообщениями:60 ff и был знаком с биохимическими кодонами:59 ff.

#### Отрицания вины Айвинса
Эксперты предположили, что рассылки с сибирской язвой содержали ряд признаков того, что отправитель пытался не причинить никому вреда своими письмами с предупреждениями.
Примеры:
1. Ни один из предполагаемых получателей писем не заразился.
2. Швы на обратной стороне конвертов были заклеены, как будто для того, чтобы порошки не могли вылететь через открытые швы[103].
3. Письма были сложены «фармацевтическим складком», который веками использовался для безопасного хранения и транспортировки доз порошкообразных лекарств (а в настоящее время для безопасного хранения следов).
4. В письмах для СМИ содержались «медицинские консультации»: «ПРИМИ ПЕНИЦИЛЛИН СЕЙЧАС ЖЕ»
5. Письма для сенаторов сообщали получателю, что порошок был с сибирской язвой: «У НАС ЕСТЬ ЭТА СИБИРСКАЯ ЯЗВА».
6. Во время рассылки считалось, что такие порошки не могут выйти из запечатанного конверта, кроме как через два открытых угла, куда вставлен нож для вскрытия писем, который был заклеен скотчем[104].

В июне 2008 года Айвинс был принудительно помещен в психиатрическую больницу. ФБР заявило, что во время сеанса групповой терапии 5 июня Айвинс беседовал с неназванным свидетелем, в ходе которого он сделал ряд заявлений о почтовых рассылках с сибирской язвой, которые, по мнению ФБР, лучше всего можно охарактеризовать как «отрицание без отрицания»:70–71. Когда его спросили об атаках сибирской язвы и мог ли он иметь к ним какое-либо отношение, ФБР ответило, что Айвинс признал, что страдает потерей памяти, заявив, что он просыпался одетым и задавался вопросом, выходил ли он ночью. Некоторые из его ответов якобы включали следующие избранные цитаты:
- «Я могу сказать вам, что у меня нет в сердце желания кого-то убивать».
- «Я не помню, чтобы когда-либо делал что-то подобное. На самом деле, я понятия не имею, как сделать биологическое оружие, и не хочу знать».
- «Я могу вам сказать, я не убийца в душе».
- «Если бы я узнал, что был в чём-то замешан, и, и…»
- «Я не считаю себя порочным, противным и злым человеком».
- «Мне не нравится причинять людям вред случайно, каким-либо образом. И [несколько ученых из USAMRIID] не стали бы этого делать. И я, в здравом уме, не стал бы этого делать [смеется]… Но все ещё, но я все ещё чувствую ответственность, потому что [флакон РМР-1029, содержащий споры сибирской язвы] в тот момент не был заперт…»

В интервью конфиденциальному отделу кадров (CHR), которое состоялось 8 января 2008 г., ФБР заявило, что CHR сообщил агентам ФБР, что Айвинс спонтанно заявил на работе: «Я никогда не смогу намеренно убить или причинить кому-то вред».

### Сомнения в выводах ФБР
После того, как ФБР объявило, что Айвинс действовал в одиночку, многие люди с широким спектром политических взглядов, некоторые из которых были коллегами Айвинса, выразили сомнения. Причины этих сомнений заключаются в том, что Айвинс был лишь одним из 100 человек, которые могли работать с флаконом, использованным во время атак, и что ФБР не могло разместить его рядом с почтовым ящиком Нью-Джерси, из которого была отправлена сибирская язва. Собственный консультант ФБР по генетике Клэр Фрейзер-Лиггет заявила, что неспособность найти какие-либо споры сибирской язвы в доме, автомобиле Айвинса или на каких-либо его вещах серьёзно подорвала дело. Отметив оставшиеся без ответа вопросы о научных исследованиях ФБР и отсутствии экспертной оценки, Джеффри Адамович, один из руководителей Айвинса в бактериологическом отделе USAMRIID, заявил: «Я бы сказал, что подавляющее большинство людей [в Форт-Детрик] думают, что им нечего делать с этими доводами». После смерти Айвинса, более 200 коллег посетили его поминальную службу.
Предлагаемые альтернативные теории включают некомпетентность ФБР, то, что теракты были организованы Сирией или Ираком, или что-то подобное некоторым теориям заговора 11 сентября, о которых правительство США заранее знало, что теракты произойдут. Сенатор Патрик Лихи, получивший письмо, зараженное сибирской язвой, заявил, что ФБР не представило убедительных доказательств по этому делу. Газета Washington Post призвала к независимому расследованию этого дела, заявив, что репортёры и учёные находили в этом деле лазейки
17 сентября 2008 года сенатор Патрик Лихи сказал директору ФБР Роберту Мюллеру во время показаний перед Судебным комитетом, который возглавляет Лихи, что он не верит, что учёный Брюс Айвинс действовал в одиночку во время атак сибирской язвы в 2001 году, заявив:

Я считаю, что есть и другие участники, либо в качестве соучастников до, либо в качестве соучастников после свершившегося факта. Я верю, что есть и другие. Я считаю, что есть и другие, кого можно обвинить в убийстве.
Том Дэшли, ещё один сенатор-демократ, на которого напали, считает, что Айвинс был единственным виновником.
Хотя ФБР сопоставило генетическое происхождение атакующих спор со спорами в колбе Айвинса RMR-1029, споры в этой колбе не имели того же кремниевого химического «следа», что и споры в письмах с нападениями. Подразумевается, что споры, извлеченные из колбы RMR-1029, использовались для выращивания новых спор для почтовых отправлений.
22 апреля 2010 года Национальный исследовательский совет США, действующее подразделение Национальной академии наук, созвал наблюдательный комитет, который заслушал показания Генри Гейне, микробиолога, который ранее работал в армейской лаборатории биозащиты в Мэриленде, где работал Айвинс. Хейне сказал комиссии, что невозможно, чтобы смертельные споры были произведены незамеченными в лаборатории Айвинса, как утверждает ФБР. Он показал, что для получения такого количества спор, содержащихся в письмах, потребовался бы по крайней мере год интенсивной работы с использованием оборудования армейской лаборатории и что такие интенсивные усилия не могли ускользнуть от внимания коллег. Хейне также сообщил комиссии, что лаборанты, тесно сотрудничавшие с Айвинсом, сказали ему, что не видели такой работы. Далее он заявил, что меры биологического сдерживания, в которых работал Айвинс, были недостаточными для предотвращения попадания спор сибирской язвы из лаборатории в клетки для животных и офисы. «У вас были бы мёртвые животные или мёртвые люди», — сказал Хейне. По данным журнала Science, «Гейне опроверг свои замечания, заявив, что у него самого не было опыта создания запасов сибирской язвы». Журнал Science приводит дополнительные комментарии Адама Дрикса из Лойолы, который заявил, что количество сибирской язвы в письмах может быть получено «за несколько дней». В электронных письмах Айвинса говорится: «В настоящее время мы можем производить 1 X 10^12 [один триллион] спор в неделю». А 7 мая 2002 года газета «Нью-Йорк Таймс» сообщила, что письмо Лихи содержало 0,871 грамма порошка сибирской язвы [что эквивалентно 871 миллиарду спор].
В технической статье, которая будет опубликована в «Журнале биотерроризма и биозащиты» в 2011 году, трое учёных утверждали, что приготовление спор действительно требовало высокого уровня подготовки, в отличие от позиции федеральных властей, согласно которой материал был бы простым. Статья во многом основана на высоком уровне олова, обнаруженном при тестировании отправленных по почте сибирской язвы, и олово, возможно, использовалось для капсулирования спор, что требовало обработки, невозможной в лабораториях, к которым у Айвинса был доступ. Согласно научной статье, это повышает вероятность того, что Айвинс не был преступником или действовал не один. Ранее в ходе расследования ФБР назвало олово веществом, представляющим интерес, но в окончательном отчёте оно не упоминается и не упоминается высокое содержание олова. Председатель комиссии Национальной академии наук, которая рассматривала научную работу ФБР, и руководитель отдельной проверки Счётной палаты правительства заявила, что вопросы, поднятые в документе, должны быть решены. Другие учёные, такие как Джонатан Л. Киль, бывший учёный ВВС, много лет работавший над сибирской язвой, не согласились с оценками авторов, заявив, что олово может быть случайным загрязнителем, а не ключом к сложной обработке. Киль сказал, что олово могло просто попасть в споры в результате использования металлических лабораторных контейнеров, хотя он не проверял эту идею.
В 2011 году руководитель бактериологического отдела армейской лаборатории Патрисия Уоршам заявила, что в 2001 году у них не было оборудования для получения спор, подобных тем, которые содержатся в письмах. В 2011 году правительство признало, что в лаборатории не было необходимого оборудования, поставив под сомнение ключевой аргумент версии ФБР о том, что Айвинс произвёл сибирскую язву в своей лаборатории. По словам Уоршама, лабораторное оборудование для сушки спор, машина размером с холодильник, не находилось в изоляции, поэтому можно было ожидать, что неиммунизированный персонал в этой зоне заболеет. Коллеги Айвинса в лаборатории утверждали, что он не мог вырастить такое количество сибирской язвы, которое упоминалось в письмах, незаметно для них.
Представитель Минюста заявил, что следователи по-прежнему полагают, что Айвинс действовал в одиночку.

### Действия со стороны конгресса
Конгрессмен Раш Холт, в округе которого в Нью-Джерси есть почтовый ящик, из которого, предположительно, отправлялись письма с сибирской язвой, призвал к расследованию атак Конгрессом или независимой комиссией, которую он предложил в законопроекте, озаглавленном «Закон о расследовании атак сибирской язвы» (HR 1248). Другие члены Конгресса также призвали к независимому расследованию.
В марте 2010 года представитель администрации США заявил, что президент Барак Обама, вероятно, наложит вето на закон, разрешающий следующий бюджет спецслужб США, если он потребует проведения нового расследования атак в 2001 году, поскольку такое расследование «подорвёт общественное доверие» к расследованию ФБР. В письме лидерам Конгресса Питер Орзаг, в то время директор Административно-бюджетного управления, написал, что расследование будет «дублирующим», и выразил обеспокоенность по поводу внешнего вида и прецедента, когда Конгресс поручает генеральному инспектору агентства провести расследование, воспроизвести уголовное расследование, но не назвал расследование сибирской язвы проблемой, достаточно серьёзной, чтобы посоветовать президенту наложить вето на весь законопроект.

### Обзор Национальной академии наук
16 сентября 2008 года ФБР обратилось к Национальной академии наук (NAS) с просьбой провести независимую проверку научных данных, которые побудили агентство обвинить Брюса Айвинса в преступлении: совершению с использованием писем с сибирской язвой в 2001 году. Однако, несмотря на эти действия, директор Мюллер заявил, что научные методы, применённые в расследовании, уже были проверены исследовательским сообществом благодаря участию нескольких десятков учёных из неправительственных организаций.
Проверка NAS официально началась 24 апреля 2009 года. Хотя в объём проекта входило рассмотрение фактов и данных, связанных с расследованием почтовых рассылок Bacillus anthracis в 2001 году, а также обзор принципов и методов, используемых ФБР, перед комитетом НАН не было поставлено задачи «провести расследование», оценки доказательной ценности научных доказательств в любом конкретном компоненте расследования, уголовного преследования или гражданского процесса", а также не предлагать какую-либо точку зрения на виновность или невиновность кого-либо из вовлечённых людей.
В середине 2009 года комитет провёл открытые заседания, на которых с докладами выступили учёные, в том числе учёные из лабораторий ФБР. В сентябре 2009 года учёные, в том числе Пол Кейм из Университета Северной Аризоны, Джозеф Майкл из Сандийской национальной лаборатории и Питер Вебер из Ливерморской национальной лаборатории Лоуренса, представили свои выводы. В одной из презентаций ученые сообщили, что не обнаружили никаких частиц кремнезёма снаружи спор (то есть не было никакой «вооружённости») и что только некоторые из спор в буквах сибирской язвы содержали кремний внутри своих споровых оболочек. Одна из спор все ещё находилась внутри «материнского зародыша», но внутри её споровой оболочки уже был кремний.
В октябре 2010 года ФБР передало в академию материалы, которые ранее не предоставляло. В новые материалы были включены результаты анализов проб окружающей среды, собранных за границей. Эти анализы выявили наличие штамма Эймса в некоторых образцах. НАН рекомендовало пересмотреть эти расследования.
Комитет НАН опубликовал свой отчёт 15 февраля 2011 года, в котором пришёл к выводу, что «невозможно прийти к какому-либо окончательному выводу о происхождении сибирской язвы в письмах, основываясь исключительно на имеющихся научных данных». В отчёте также оспаривается вывод ФБР и Министерства юстиции США о том, что партия сибирской язвы, состоящая из одной споры, которую Айвинс хранил в своей лаборатории в Форт-Детрике в Мэриленде, была исходным материалом для спор в письмах с сибирской язвой.

## Последствия

Загрязненный почтовый поток

### Загрязнение и очистка
В результате рассылки десятки зданий были заражены сибирской язвой. Нью-йоркской корпорации Bio Recovery Corporation и базировавшейся в Огайо компании Bio-Recovery Services of America было поручено очистить и обеззаразить здания в Нью-Йорке, включая штаб-квартиру ABC и здание в центре Манхэттена, которое было частью Рокфеллеровского центра и штаб-квартирой New York Post, и Fox News. Только из газеты New York Post было изъято девяносто три мешка почты, зараженной сибирской язвой.
Обеззараживание почтового объекта в Брентвуде заняло 26 месяцев и обошлось в 130 миллионов долларов. Гамильтон, Нью-Джерси, почтовое отделение оставалось закрытым до марта 2005 г.; его очистка обошлась в 65 миллионов долларов.
Агентство по охране окружающей среды США возглавило совместные усилия по очистке офисного здания Сената, где находился офис лидера большинства в сенате Тома Дэшла, а также офисного здания Форда и нескольких других мест вокруг столицы. Он использовал 27 миллионов долларов из своих средств на программу Superfund по очистке Капитолийского холма от сибирской язвы. В одном документе ФБР говорится, что общий ущерб превысил 1 миллиард долларов.

### Подготовка и исследования
Атаки с использованием сибирской язвы, а также теракты 11 сентября 2001 года стимулировали значительное увеличение финансирования правительством США исследований и подготовки к биологической войне. Например, финансирование отдела противодействия биологической войне в Национальном институте аллергии и инфекционных заболеваний (NIAID) увеличилось на 1,5 миллиарда долларов в 2003 году. В 2004 году Конгресс принял Закон о проекте «Биощит», который предусматривает выделение 5,6 миллиарда долларов в течение десяти лет на закупку новых вакцин и наркотики. К ним относятся моноклональное антитело раксибакумаб, которое лечит сибирскую язву, а также адсорбированная вакцина против сибирской язвы, обе из которых имеются в запасах правительства США.
Сразу после 11 сентября, незадолго до рассылки писем, связанных с атаками сибирской язвы, Белый дом предусмотрительно начал распространять ципрофлоксацин, единственный препарат, одобренный Управлением по контролю за продуктами и лекарствами США для лечения лёгочной формы сибирской язвы пожилым сотрудникам.
Производитель ципрофлоксацина Bayer согласился предоставить Соединённым Штатам 100 000 доз по цене 0,95 доллара за дозу, что означает снижение цены с 1,74 доллара. Ранее канадское правительство аннулировало патент Bayer и США угрожали такой же мерой, если Bayer не согласится договориться о цене.

### Ограничения почтовых услуг
Атака привела к массовой конфискации и ограничению почтовых услуг США, особенно американских медиакомпаний: «чеки, счета, письма и посылки просто перестали приходить. Для многих людей и предприятий, которые сопротивлялись культурному сдвигу в сторону электронной почты, это был момент, который подтолкнул их к использованию онлайн-услуг».

### Политика
После терактов 11 сентября и последовавших за ними рассылок с сибирской язвой, от законодателей потребовали принятия закона о борьбе с дальнейшими террористическими актами. Под сильным давлением со стороны тогдашнего генерального прокурора Джона Д. Эшкрофта двухпартийный компромисс в Юридическом комитете Палаты представителей позволил выдвинуть законопроект о «Патриотическом акте» для полного рассмотрения позднее в том же месяце.
Теория о том, что за нападениями стоял Ирак, основанная на предполагаемых доказательствах того, что порошок был использован в качестве оружия, и некоторых сообщениях о предполагаемых встречах между заговорщиками 11 сентября и иракскими официальными лицами, возможно, послужила возникновению истерии, которая в конечном итоге способствовала вторжению в Ирак в 2003 году.

### Последствия для здоровья жертв
Спустя годы после нападения несколько жертв сибирской язвы сообщили о сохраняющихся проблемах со здоровьем, включая усталость, одышку и потерю памяти.
В исследовании 2004 года было предложено увеличить общее число людей, пострадавших от атак в 2001 году, до 68.
Почтовый инспектор Уильям Палискак тяжело заболел и стал инвалидом после того, как 19 октября 2001 года вытащил из почтового отделения Брентвуда воздушный фильтр, заражённый сибирской язвой. Хотя его врачи Тайлер Саймет и Гэри Керквлит считают, что болезнь была вызвана воздействием сибирской язвы, анализы крови не обнаружили бактерий или антител сибирской язвы, и поэтому CDC не распознает это как случай лёгочной формы сибирской язвы.

## В культуре
Это дело упоминается в криминальной драме Criminal Minds, 4 сезон, 24 серия.
Второй сезон телесериала National Geographic «Горячая зона» был посвящён нападению.
В последнем эпизоде сериала «Неразгаданные тайны» Роберта Стэка подробно рассказывается о нападениях сибирской язвы. 12 сезон, эпизод 13.
В фильме Дэна Краусса «Атака сибирской язвы: в тени 11 сентября» от Netflix и BBC используется «квазидокументальный» подход к расследованию. Первая трансляция состоялась 8 сентября 2022 года.